# 달콤한 백수와 사랑 만들기
《달콤한 백수와 사랑 만들기》(영어: Failure to Launch)는 2006년 개봉한 미국의 로맨틱 코미디 영화이다. 톰 다이가 감독하고, 톰 J. 애스틀과 맷 엠버가 각본을 썼다. 이 영화에는 매슈 매코너헤이, 세라 제시카 파커, 주이 데이셔넬, 저스틴 바사, 브래들리 쿠퍼, 테리 브래드쇼, 캐시 베이츠가 출연한다. 집에서 나가기 싫어하는 35살의 노총각과 그를 집에서 끌어내려는 전문 컨설턴트의 사랑 이야기이다.
이 영화는 2006년 3월 10일에 개봉되었고, 1억 3,020만 달러 이상의 흥행 수익을 벌여 들였다.

## 줄거리
트립(매슈 매코너헤이 분)은 35살임에도 아직까지 부모와 같이 산다. 데이트하던 여자가 결혼을 은근히 바랄 때면 어김없이 집에 초대해 부모와 사는 모습을 보여주며 떼어낸다. 속상한 부모는 남자를 길들이는 전문 컨설턴트라는 폴라(세라 제시카 파커 분)를 고용한다.
폴라는 트립의 환심을 사는 데 성공한다. 거짓 데이트를 하는 과정에서 폴라는 트립에게 끌리는 자신을 느낀다. 그러나 트립은 감정을 있는 그대로 받아들이는 것에 대해 여전히 경계하는 가운데 폴라가 부모에게 고용됐다는 것을 알게 되며 두 사람 사이에 위기가 닥친다. 트립에게는 사랑의 상처가 있었고, 폴라는 이를 몰랐다는 것을 자책한다.

## 출연
- 매슈 매코너헤이 - 트립 역
- 세라 제시카 파커 - 폴라 역
- 주이 데이셔넬 - 캐서린 "킷" 역
- 저스틴 바사 - 필립 "에이스" 역
- 브래들리 쿠퍼 - 데모 역
- 테리 브래드쇼 - 앨 역
- 캐시 베이츠 - 수 역
- 아담 알렉시말레 - 액설로드 씨 역
- 타이렐 잭슨 윌리엄스 - 제프리 역
- 캐서린 위닉 - 멀리사 역
- 롭 코드리 - 짐, 총포상 판매원 역
- 패튼 오즈월트 - 기술자 남자 역
- 머게이나 토바 - 바리스타 역
- 스티븐 토볼라우스키 - 버드 역

## 같이 보기
- 패러사이트 싱글